# Stalinez-80
Der Stalinez-80 (russisch Сталинец-80, abgekürzt auch S-80) ist ein sowjetischer schwerer Kettentraktor, der ab 1946 im Tscheljabinski Traktorny Sawod gebaut wurde. Er war Nachfolger des bis 1941 gebauten Stalinez-65 und wurde nach über 200.000 Exemplaren 1958 vom Stalinez-100 abgelöst. Mit entsprechenden Planierschildern kann das Fahrzeug als Planierraupe genutzt werden.

## Fahrzeuggeschichte

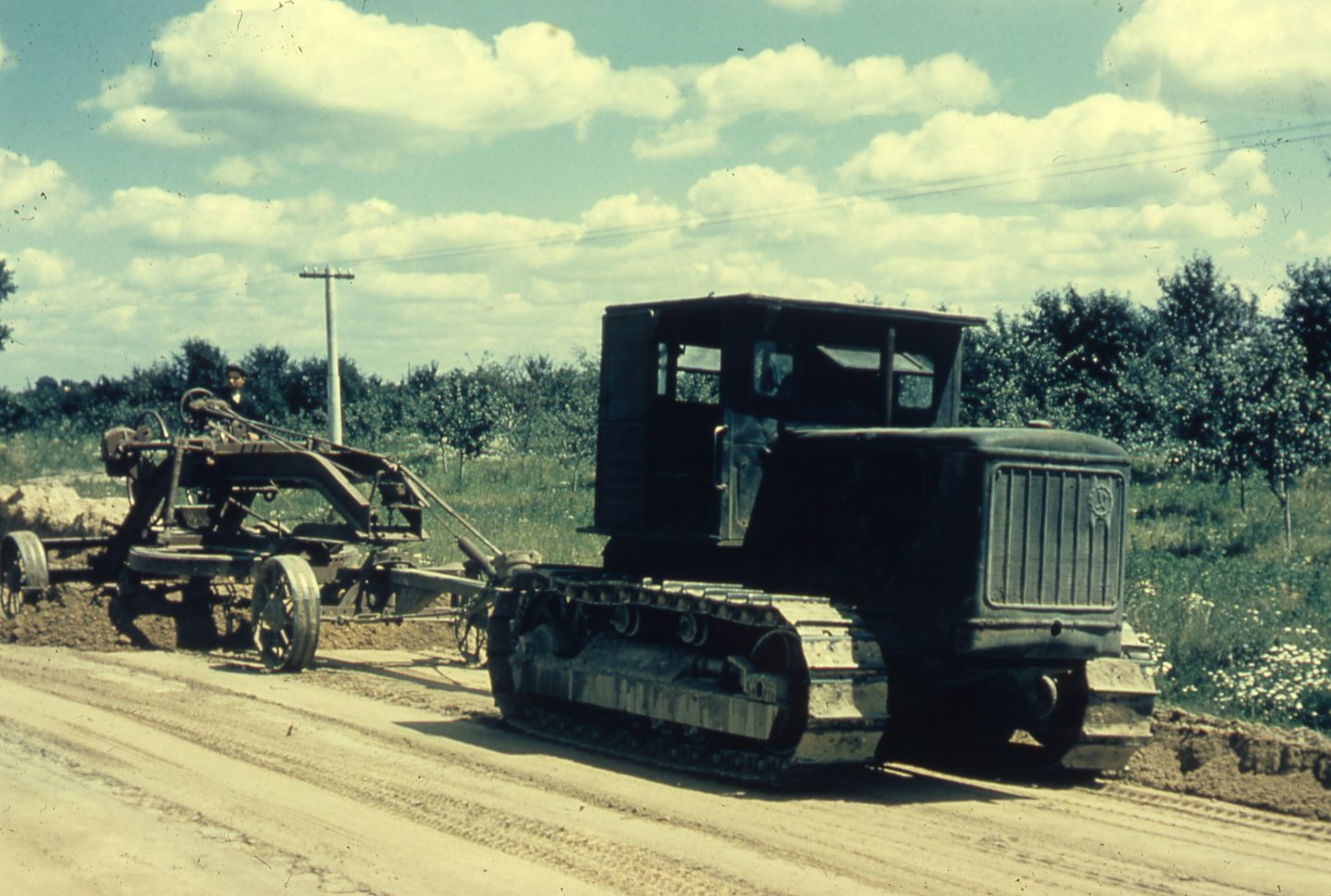
Stalinez-80 ohne Schiebeschild mit Straßenhobel im Schlepp in der Ukraine (um 1960)

Der Befehl zum Bau des Stalinez-80 als Ersatz für den Stalinez-65 erging an das Tscheljabinski Traktorny Sawod vom Ministerrat der UdSSR bereits im Oktober 1945. Darin war unter anderem festgelegt, dass sich das Modell am Caterpillar D8 zu orientieren hatte und die Produktion 1946 beginnen sollte. Zudem wurde ein Planziel für die Produktion von 10.000 Maschinen für das Jahr 1949 festgelegt.
Der erste Stalinez-80 wurde am 5. Januar 1946 fertiggestellt. Neben dem stärkeren Motor verfügte er im Gegensatz zum Vorgänger auch über eine geschlossene Kabine, die den Fahrer vor der Witterung schützt. Wie zu dieser Zeit bei schweren Land- und Baumaschinen aus sowjetischer Fertigung üblich, hatte das Modell an Stelle eines elektrischen Anlassers einen kleinen Ottomotor. Der Zweizylindermotor vom Typ P-46 war zum einen für die großen bewegten Massen des großvolumigen Dieselmotors notwendig, zum anderen erleichtert er das Starten bei strengem Frost. Die Serienfertigung der Traktoren begann am 12. Juli 1946.
In der Praxis wurde die Auflage von 10.000 Maschinen pro Jahr bald übertroffen. Innerhalb von zwölf Jahren liefen exakt 200.296 Exemplare von den Bändern in Tscheljabinsk, die Fertigung wurde 1958 eingestellt. Nachfolger wurde der ähnliche Stalinez-100, dessen Motor jedoch eine höhere Leistung erbrachte.

## Technische Daten
Für das Grundmodell Stalinez-80.
- Motor: Vierzylinder-Viertakt-Dieselmotor[6]
- Motortyp: KDM-46
- Dauerleistung: 80 PS (59 kW)
- Höchstleistung: 100 PS (74 kW)
- Max. Drehmoment: 72 kpm (706 Nm) bei 1000 min−1
- Hubraum: 13,54 l
- Hub: 205 mm
- Bohrung: 145 mm
- Getriebe: Schaltgetriebe, 5 Vorwärtsgänge, 4 Rückwärtsgänge
- Tankinhalt: 235 l Dieselkraftstoff
- Anlasser: Zweizylinder-Ottomotor Typ P-46
- Zugkraft: etwa 60 kN

Abmessungen und Gewichte
- Länge: 4255 mm
- Breite: 3280 mm mit Planierschild (optional)
- Höhe: 2980 mm
- Bodenfreiheit: 382 mm
- Radstand (Abstand zwischen den Achsen der Treibräder): 2373 mm
- Leergewicht: 11,4 t
- Motorgewicht: 2,7 t